# Municipio de Doyle (Míchigan)
El municipio de Doyle (en inglés: Doyle Township) es un municipio ubicado en el condado de Schoolcraft en el estado estadounidense de Míchigan. En el año 2010 tenía una población de 624 habitantes y una densidad poblacional de 1,56 personas por km².

## Geografía
El municipio de Doyle se encuentra ubicado en las coordenadas 46°9′43″N 86°4′13″O / 46.16194, -86.07028. Según la Oficina del Censo de los Estados Unidos, el municipio tiene una superficie total de 399.36 km², de la cual 378,45 km² corresponden a tierra firme y (5,23 %) 20,9 km² es agua.

## Demografía
Según el censo de 2010, había 624 personas residiendo en el municipio de Doyle. La densidad de población era de 1,56 hab./km². De los 624 habitantes, el municipio de Doyle estaba compuesto por el 91,03 % blancos, el 5,77 % eran amerindios, el 0,16 % eran asiáticos y el 3,04 % eran de una mezcla de razas. Del total de la población el 0,8 % eran hispanos o latinos de cualquier raza.